# Nógrádkövesd
Nógrádkövesd is een plaats (község) en gemeente in het Hongaarse comitaat Nógrád. Nógrádkövesd telt 758 inwoners (2001).